# Amanda Detmer
Amanda Detmer (Chico, 27 september 1971) is een Amerikaanse
actrice.

## Biografie
Amanda Detmer werd in 1971 geboren in California. Haar vader was zanger en haar moeder was lerares. Detmer ging naar de California State University - Chico en behaalde daarna een master in de kunst aan de New York University alvorens in de showbizzwereld te stappen. Dat gebeurde in 1995 wanneer ze debuteerde in de televisieserie Stolen Innocence. Haar eerste film was Drop Dead Gorgeous in 1999. Vervolgens was Detmer onder meer te zien in de films Final Destination in 2000 en Big Fat Liar in 2002 en meer recent in de dramaserie What About Brian.

## Filmografie
- Biblioteca Nacional de España: XX4616215
- International Standard Name Identifier: 0000 0001 1849 4043
- Library of Congress Control Number: no2007033560
- Nationale Bibliotheek van Tsjechië: pna2011653261
- Nationale Bibliotheek van Polen: a0000002086883
- Virtual International Authority File: 169630363